# Maude Marquis-Bissonnette
Pour les articles homonymes, voir Marquis (homonymie) et Bissonnette.
Maude Marquis-Bissonnette est une universitaire et femme politique québécoise née en 1988. Elle est la mairesse de Gatineau depuis le 18 juin 2024, à la suite de sa victoire à l'élection partielle du 9 juin 2024.

## Biographie
Maude Marquis-Bissonnette est née en 1988,.

### Études universitaires
Maude Marquis-Bissonnette détient un baccalauréat en science politique de l'Université de Montréal, une maîtrise en administration publique de l'École nationale d'administration publique ainsi qu'un doctorat en politiques publiques de l'Université Carleton.

### Carrière politique
En 2017, Maude Marquis-Bissonnette est élue sans opposition à titre de conseillère municipale du district du Plateau lors des élections municipales de 2017 à Gatineau. Elle est alors membre du parti du maire Maxime Pedneaud-Jobin, Action Gatineau.
En avril 2021, elle prend la direction du parti Action Gatineau en prévision des élections municipales de 2021 à Gatineau. Elle est défaite à la mairie par France Bélisle. Marquis-Bissonnette annonce son départ de la chefferie en décembre 2022, désirant notamment se consacrer à la fin de ses études doctorales.
À la suite de l'annonce de la démission de France Bélisle en février 2024, Maude Marquis-Bissonnette se déclare en réflexion quant à la possibilité de briguer une seconde fois la mairie de Gatineau. Le mois suivant, elle annonce son intention de présenter d'abord sa candidature à la chefferie d'Action Gatineau. Déclarée seule candidate a remplir les conditions établies par le parti, elle en devient la cheffe en avril 2024.
Lors des élections municipales partielles de 2024 à Gatineau, Maude Marquis-Bissonnette est élue mairesse avec plus de 41 % des voix,. Elle devient ainsi la deuxième femme à diriger la Ville de Gatineau.

### Carrière universitaire
En juin 2022, Maude Marquis-Bissonnette se joint au corps professoral de l'École nationale d'administration publique à titre de professeure adjointe en gestion municipale.
Elle est membre régulière du Centre de recherche sur la gouvernance (CERGO) de l'ENAP ainsi que du Réseau Ville Région Monde financé par le Fonds de recherche Québec – Société et Culture (FRQSC).

## Résultats électoraux
| | Action Gatineau                           | Maude Marquis-Bissonnette                 | 27 817  | 41,68 | +4,03 | $85 881.58 |  |
| | Indépendant                               | Yves Ducharme                             | 20 628  | 30,91 | —     | $77 670.15 |  |
| | Indépendante                              | Olive Kamanyana                           | 7 249   | 10,86 | —     | $71 819.69 |  |
| | Indépendant                               | Daniel Feeny                              | 6 533   | 9,79  | —     | $26 187.70 |  |
| | Indépendant                               | Stéphane Bisson                           | 3 574   | 5,36  | —     | $27 090.54 |  |
| | Indépendant                               | Rémi Bergeron                             | 499     | 0,75  | -0,3  | $0.00      |  |
| | Indépendant                               | Mathieu Saint-Jean                        | 435     | 0,65  | —     | $463.31    |  |
| Bulletins valides | Bulletins valides                         | Bulletins valides                         | 66 735  | 99,43 |       |            |  |
| Bulletins rejetés, non marqués et refusés | Bulletins rejetés, non marqués et refusés | Bulletins rejetés, non marqués et refusés | 380     | 0,57  | -0,58 |            |  |
| Taux de participation | Taux de participation                     | Taux de participation                     | 67 115  | 33,06 | -2,1  |            |  |
| Nombre total d'électeurs admissibles | Nombre total d'électeurs admissibles      | Nombre total d'électeurs admissibles      | 203 032 |       |       |            |  |
| Note : Les couleurs attribuées à chacun des candidats, sauf s'ils sont affiliés à un parti, sont basées sur la couleur dominante utilisée dans leur matériel de campagne (affiches, documentation, etc.) ou dans les graphiques de sondage, et servent à les différencier visuellement. |                                           |                                           |         |       |       |            |  |
| Sources : Ville de Gatineau |                                           |                                           |         |       |       |            |  |

| | Indépendante                              | France Bélisle                            | 29 768  | 42,86 | —    | 81 079,89 $ |  |
| | Action Gatineau                           | Maude Marquis-Bissonnette                 | 26 151  | 37,65 | 7,49 | Inconnu     |  |
| | Indépendant                               | Jean-François Leblanc                     | 11 326  | 16,31 | —    | 71 309,44 $ |  |
| | Indépendant                               | Jacques Lemay                             | 1 077   | 1,55  | —    | 8 206,19 $  |  |
| | Indépendant                               | Rémi Bergeron                             | 727     | 1,05  | —    | 0,00 $      |  |
| | Indépendant                               | Abdelhak Lekbabi                          | 411     | 0,59  | —    | Inconnu     |  |
| |                                           |                                           |         |       |      |             |  |
| Bulletins valides | Bulletins valides                         | Bulletins valides                         | 69 460  | 99,25 |      |             |  |
| Bulletins rejetés, non marqués et refusés | Bulletins rejetés, non marqués et refusés | Bulletins rejetés, non marqués et refusés | 524     | 0,75  | 0,98 |             |  |
| Taux de participation | Taux de participation                     | Taux de participation                     | 69 984  | 35,11 | 3,41 |             |  |
| Nombre total d'électeurs admissibles | Nombre total d'électeurs admissibles      | Nombre total d'électeurs admissibles      | 199 302 |       |      |             |  |
| Note : Les couleurs attribuées à chacun des candidats, sauf s'ils sont affiliés à un parti, sont basées sur la couleur dominante utilisée dans leur matériel de campagne (affiches, documentation, etc.) ou dans les graphiques de sondage, et servent à les différencier visuellement. |                                           |                                           |         |       |      |             |  |
| Sources : Ville de Gatineau et Élections Québec |                                           |                                           |         |       |      |             |  |